# Aciagrion brosseti
Aciagrion brosseti е вид водно конче от семейство Coenagrionidae.

## Разпространение
Видът е разпространен в Република Конго.